# Plana de Vic

Localización de la Plana de Vic.

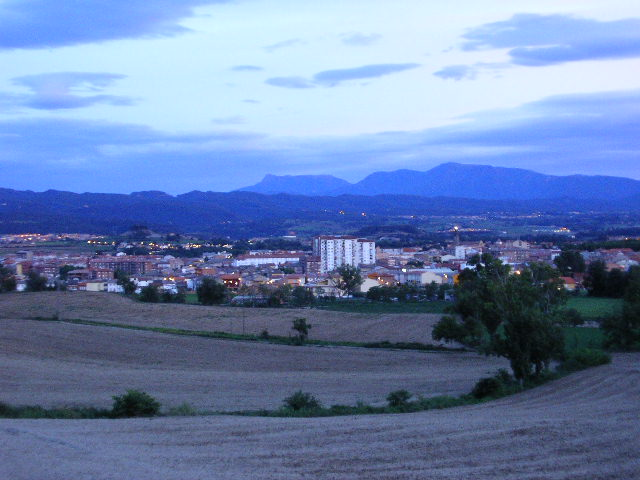
Vista parcial de la Plana, con Manlleu en primer término y el Montseny al fondo.

La Plana de Vich o Plana de Vic (su nombre oficial ) es una depresión alargada en dirección norte-sur que constituye el núcleo central de la comarca de Osona de la provincia de Barcelona (Cataluña). La ciudad de Vic, situada en su centro, es su localidad más importante.
El río Ter y sus afluentes con su acción erosiva, mucho más profunda en la parte de levante que en la de poniente, originaron la Plana de Vich, que tiene una superficie de 600 km². 
Se encuentra totalmente rodeada de montañas, las del Ripollés y la Garrocha en el norte; las Guillerías al este; el Montseny al sureste; el Moyanés y el Llusanés hacia el oeste, quedando cerrada por un anillo de sierras.

## Geografía física
La Plana de Vich, considerada estrictamente, es una cuenca de erosión de unos 30 km de longitud por 10 km de anchura, extendida de norte a sur sobre un terreno de margas grises azuladas. Tiene una altura media de 500 m, que oscila entre los 400 y los 600 m. Por el norte, cierran la Plana los primeros relieves pirenaicos, las sierras de Vinyoles, Bellmunt y Curull, que se enlazan por el nordeste con el Cabrerés y la cordillera Transversal. Por el este, se encuentra el macizo de las Guillerías, cortado por el río Ter, que encuentra por ahí su salida de la Plana. Por el sur, cierra la comarca el macizo del Montseny, por el que se abre paso el río Congost, y por el oeste, la sierra de Collsuspina y los altiplanos del Moyanés y el Llusanés.
Los materiales que conforman el centro y sur de la Plana de Vich pertenecen a la Depresión Central Catalana o Depresión del Ebro, cuyas características están definidas por los relieves en cuestas sobre una base del Eoceno (calizas en Tavertet y areniscas en Folgarolas, Tona, Voltregá y Collsuspina) y glacis cuaternario en el fondo de la Plana. En el extremo sur afloran los esquistos del Montseny, entre Seva y Viladrau.
El elemento más característico de la Plana son las margas azules con algunas elevaciones de arenisca en Orís, en Tona y en Bellmunt, con abundancia de Nummulites. Las margas alcanzan su máximo espesor en el norte, hasta 400 m, y se adelgazan hacia el sur en forma de cuña.
La Plana de Vich es una parte del valle del río Ter a su salida del Pirineo, que se desplaza de norte a sur durante un tramo y gira hacia el este a la altura de Manlleu para dirigirse a Roda de Ter y atravesar el macizo de las Guillerías, donde se encuentra el pantano de Sau.
Durante el Eoceno (entre 35 y 50 millones de años), la Plana de Vich era un mar somero y cálido con un clima húmedo, que se aprecia por los restos de algas, el carbonato cálcico y las áreas rojas que se encuentran en los bordes de la cuenca. El área de mayor profundidad se situaba en el norte, y allí es donde los sedimentos son más espesos, debido a las aportaciones pirenaicas por medio del río Ter. Los primeros sedimentos se caracterizan por la presencia de calizas arenosas masivas de Nummulites. Más tarde, se inició la sedimentación margosa en el centro de la Plana, y hace unos 35-40 millones de años, con una sedimentación detrítica y calcárea, y finalmente arcillas y areniscas, se inició el cierre de la cuenca marina.
En esta zona, el río Ter recibe como afluentes, por el nordeste, el río Ges, por el oeste, el Sorreig, y por el sur, el río Gurri, que recibe al río Meder.

## Clima

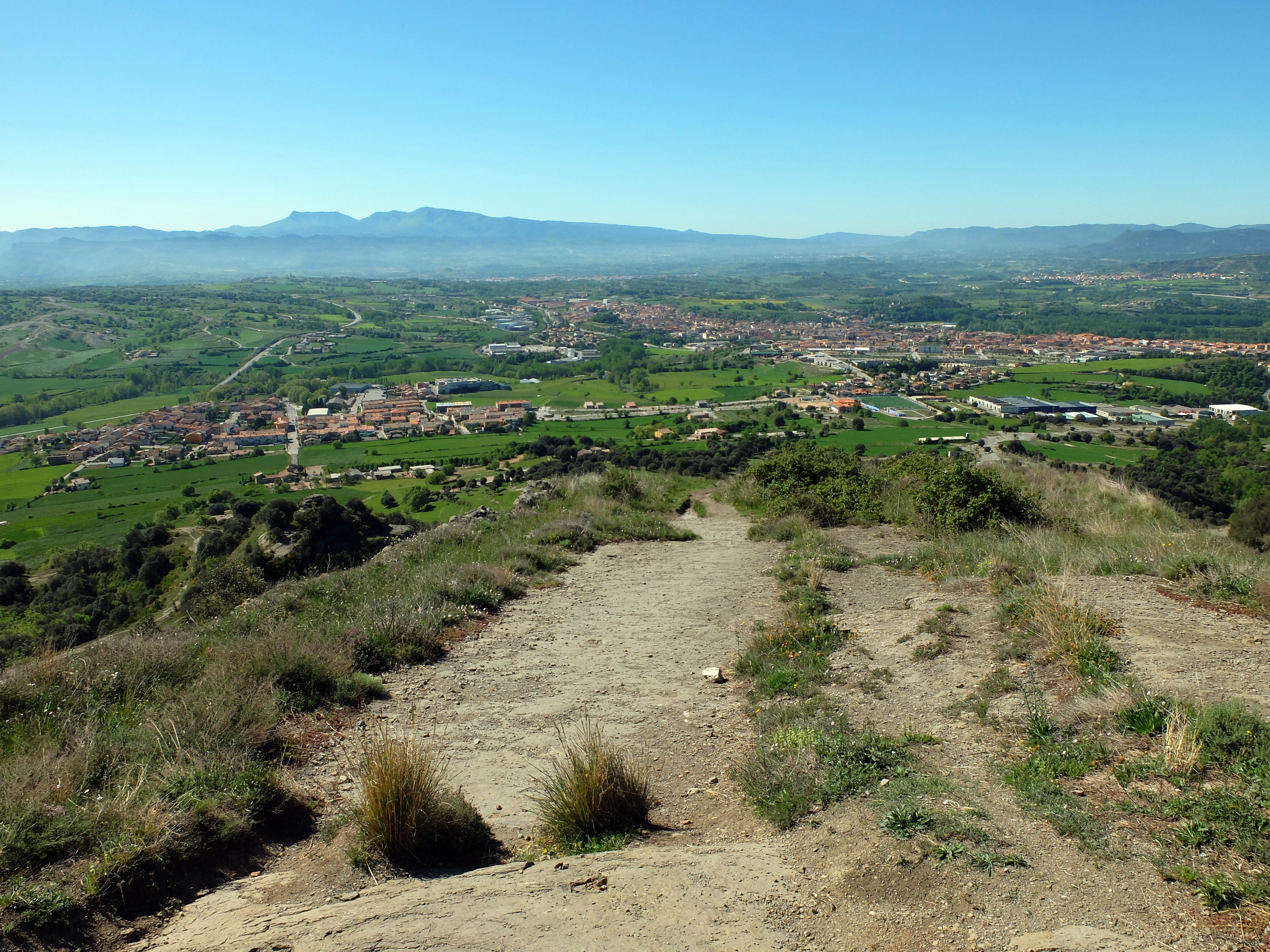
La Plana de Vich vista desde el castillo de Torelló. A la izquierda, San Vicente de Torelló y el valle del Ges, a la derecha Torelló y, al fondo, el Montseny.

El clima de la Plana de Vich es submediterráneo húmedo de tendencia continental, de transición entre el clima mediterráneo y el de la Europa Central. Al ser una depresión rodeada de montañas de más de mil metros de altitud, suele padecer de nieblas frecuentes en invierno, sobre todo en las zonas bajas (Vic, Roda de Ter, Manlleu) y fuertes heladas cuando se produce una invasión de masas de aire árticas o siberianas seguida de una situación de calma meteorológica. Por la misma razón, las temperaturas son más altas en verano que en las zonas que la rodean.
La temperatura media anual de la Plana oscila en torno a 12 °C, con una media en enero de unos 3 °C, mucho más baja que el entorno mediterráneo. Las temperaturas oscilan entre los 35-37 °C de los días más calurosos del verano, y los —10 °C de los más fríos del invierno. En un año extraordinario, como 1956, en febrero, se alcanzaron los —16 °C en Manlleu. Los días de helada, en la segunda mitad del siglo pasado, oscilaban entre los 80 y 90 de media al año. La inversión térmica puede producir diferencias de temperatura de hasta 20 grados entre el fondo de la Plana y las montañas que la rodean. Las nieblas podían durar más de treinta días sin levantarse a finales antes del cambio climático.
Las precipitaciones han variado, en la década de 1970 se calculaban 650-700 mm de media. A principios del siglo XX, en Manlleu oscilaban entre 800 y 850 mm, pero son irregulares y algunos años bajan de 600 mm. El cambio climático hace que los periodos de lluvias abundantes y las sequías se sucedan, provocando daños en la vegetación. Los anticiclones son menos abundantes que hace unos años. Las nieblas y las heladas extremas son menos frecuentes, así como las tormentas de convección causadas por las brisas marinas en situaciones de estabilidad.

## Vegetación

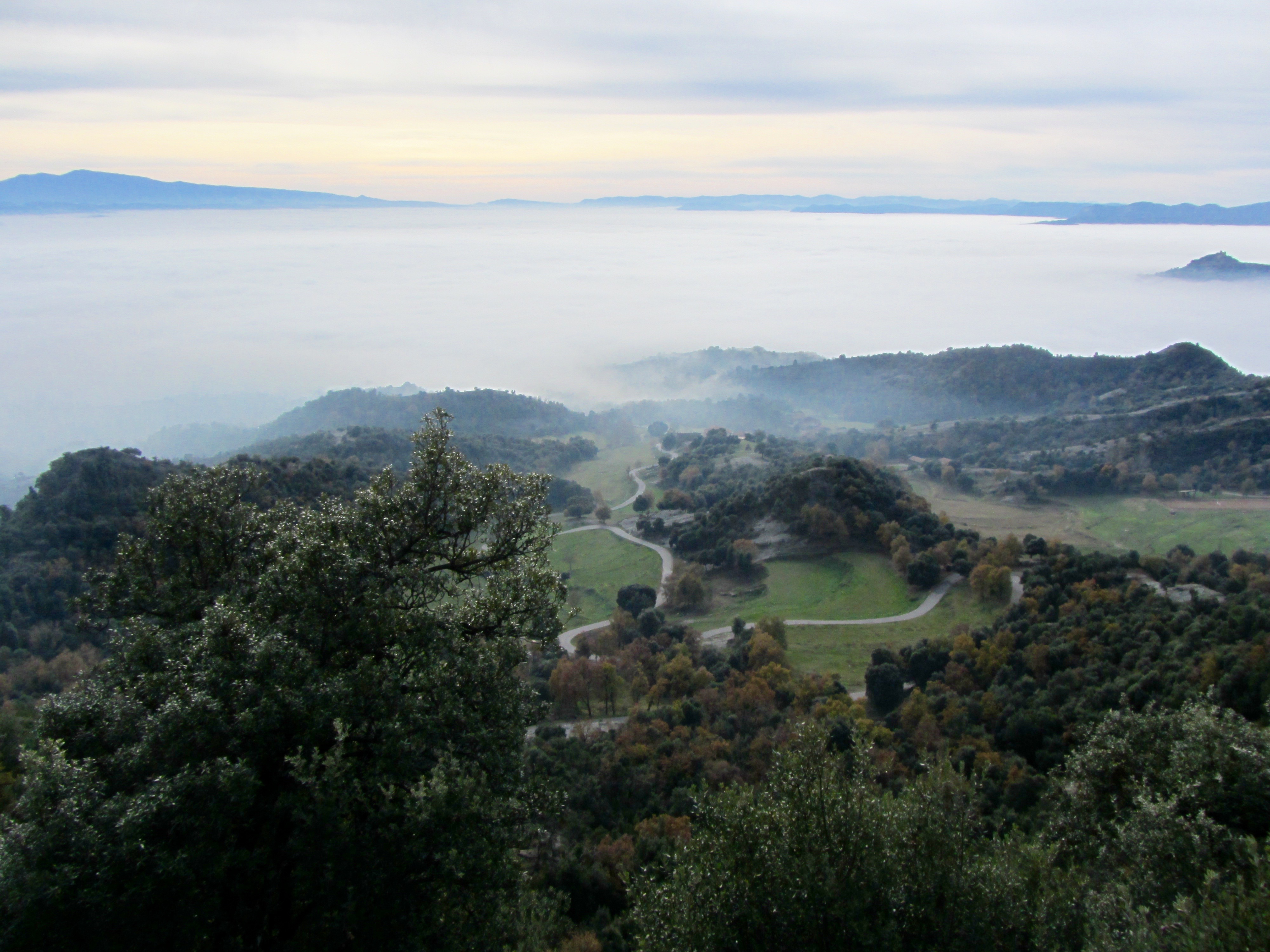
La Plana de Vich vista desde Bellmunt, en el extremo norte, cubierta de niebla. Por encima de 600 metros, en la vegetación predominan las encinas. A partir de 800 m vuelve a aparecer el roble.

Aunque por su latitud y altura, la Plana de Vich podría estar poblada de encinas, la vegetación dominante se compone de roble pubescente, debido a la inversión térmica y la orografía. Este tipo de roble es más pequeño que el albar, está adaptado a periodos secos y no pierde completamente las hojas en invierno, una parte de las cuales permanecen secas en las ramas durante esa estación. La agricultura, no obstante, ha hecho desaparecer los bosques de la mayor parte de las zonas llanas, y el bosque se limita a las fuertes pendientes, a los cerros y a las riberas de los ríos que pueden inundarse. Quedan robledales aceptables en Llopart, San Julián de Vilatorta, Cantarell (en Calldetenes), Collsuspina y Salou (en Tabérnolas).
Como parte del bosque original se encuentran también pino rojo (Pinus sylvestris), en las zonas más frías y húmedas, pino blanco (Pinus halepensis) en las zonas más áridas, pino piñonero (Pinus pinea), en un par de zonas muy limitadas (ermita del Pujolar y masís del Sobrebosc), pino y roble mezclados, alamedas (generalmente plantaciones a los lados de los ríos), alamedas y robles (al oeste, en el río Méder), garriga (Quercus coccifera), en las zonas áridas del norte, herbazales, pastos dominados por la grama (Brachypodium retusum), tomillares en zonas de roquedo, rocas peladas y cárcavas en las laderas de los cerros.
Es notable la introducción de las falsas acacias (Robinia pseudoacacia), originarias de Estados Unidos, y los aliantos o árboles del cielo (Ailanthus altissima), originarios de China.
En los bordes de la Plana de Vich también hay bosques de hayas (Fagus sylvatica), en la umbría de las montañas que la bordean por el norte y el este, y encinares, por encima de 600 m de altura (sur de Bellmunt, castillo de Torelló). No es raro encontrar de forma dispersa el roble albar (Quercus petraea).

## Los cerros testigo de la Plana de Vich
Uno de los elementos más característicos de la Plana de Vich son los cerros testigos formados por la erosión sobre las margas azuladas que forman el centro de la comarca. 
Un cerro testigo es una zona del terreno que ha resistido la erosión y permanece por encima del terreno circundante con una cima plana y unos bordes abruptos, muchas veces en forma de riscos o acantilados. Pueden ser elevaciones de hasta dos mil metros de altura, como sucede en la comarca venezolana de Roraima, o en la misma comarca de Osona, donde la erosión sobre el relieve en cuesta del extremo oriental de la Plana de Vic, en el Collsacabra, ha formado cerros testigos como la montaña de Cabrera, que se eleva unos quinientos metros sobre su entorno.
Los cerros testigos de la Plana de Vic, conocidos como turons en catalán, forman una estructura muy particular de elevaciones de no más de trescientos metros, con la parte superior plana, al nivel que ocupaba el terreno antes del Cuaternario, y los bordes abruptos, formando cárcavas, barrancos de margas azules desnudos conocidos como malas tierras o badlands, a los que ha contribuido la deforestación. 
Los cerros se forman durante los últimos millones de años sobre los sedimentos acumulados encima de los materiales del Eoceno. La mayoría se encuentran sobre las margas, lutitas cementadas con carbonato cálcico, que forman todo el centro de la Plana, pero también donde hay areniscas de grano muy fino cohesionadas con arcillas, más resistentes a la erosión.

## Demografía
De acuerdo con la Gran Geografía Comarcal de Catalunya, forman parte de la Plana de Vich los siguientes municipios: Aiguafreda, San Martín de Centellas, Centellas, el Brull, Balenyá, Seva, Tona, Montanyola, Malla, Taradell, San Julián de Vilatorta, Santa Eugenia de Berga, Calldetenes, Folgarolas, Vic, Santa Eulalia de Riuprimer, Gurb, parte de Tavérnolas, Roda de Ter, Las Masías de Roda, Manlleu, Santa Cecilia de Voltregá, San Hipólito de Voltregá, Masías de Voltregá, Orís, Torelló, San Vicente de Torelló y San Pedro de Torelló. Todo esto incluye una gran extensión de terreno montañoso que amplía la extensión de la comarca a 600 km².
En 2014, el número de habitantes de Osona era de 154.897 personas, la mayor parte de los cuales viven en la Plana de Vich. En la ciudad de Vic había 41.956 habitantes, en Manlleu, 20,279 habitantes y en Torelló 13.949 habitantes. En 2014, otros siete municipios superan los tres mil habitantes: Centellas (7.333 hab.), Balenyá (3.722 hab.), Tona (8.012 hab.), Taradell (6.219) hab., Roda de Ter (6.124 hab.), Masías de Voltregá (3.186 hab.) y San Hipólito de Voltregá (3.446 hab.).

## Lugares de interés
- Los robles monumentales de Malla: los robles forman parte del paisaje tradicional de la Plana, y en Malla forman parte del patrimonio natural del pueblo con categoría de árboles monumentales, fuertes y nobles.
- El castillo de San Martín de Centellas: situado en lo alto de una colina, conocida popularmente como la Aguja de San Martín. Quedan restos de sus ruinas.
- Pozo Roqueta en Tona: bajando los cien escalones de mármol del antiguo balneario Roqueta, se encuentra el pozo del manantial de agua, que se puede beber y que, según la tradición, iba muy bien para sanar enfermedades.